# Brodowin
Brodowin is een plaats in de Duitse gemeente Chorin. De gemeente maakt deel uit van het Landkreis Barnim in de deelstaat Brandenburg. Brodowin telt 412 inwoners (2006).

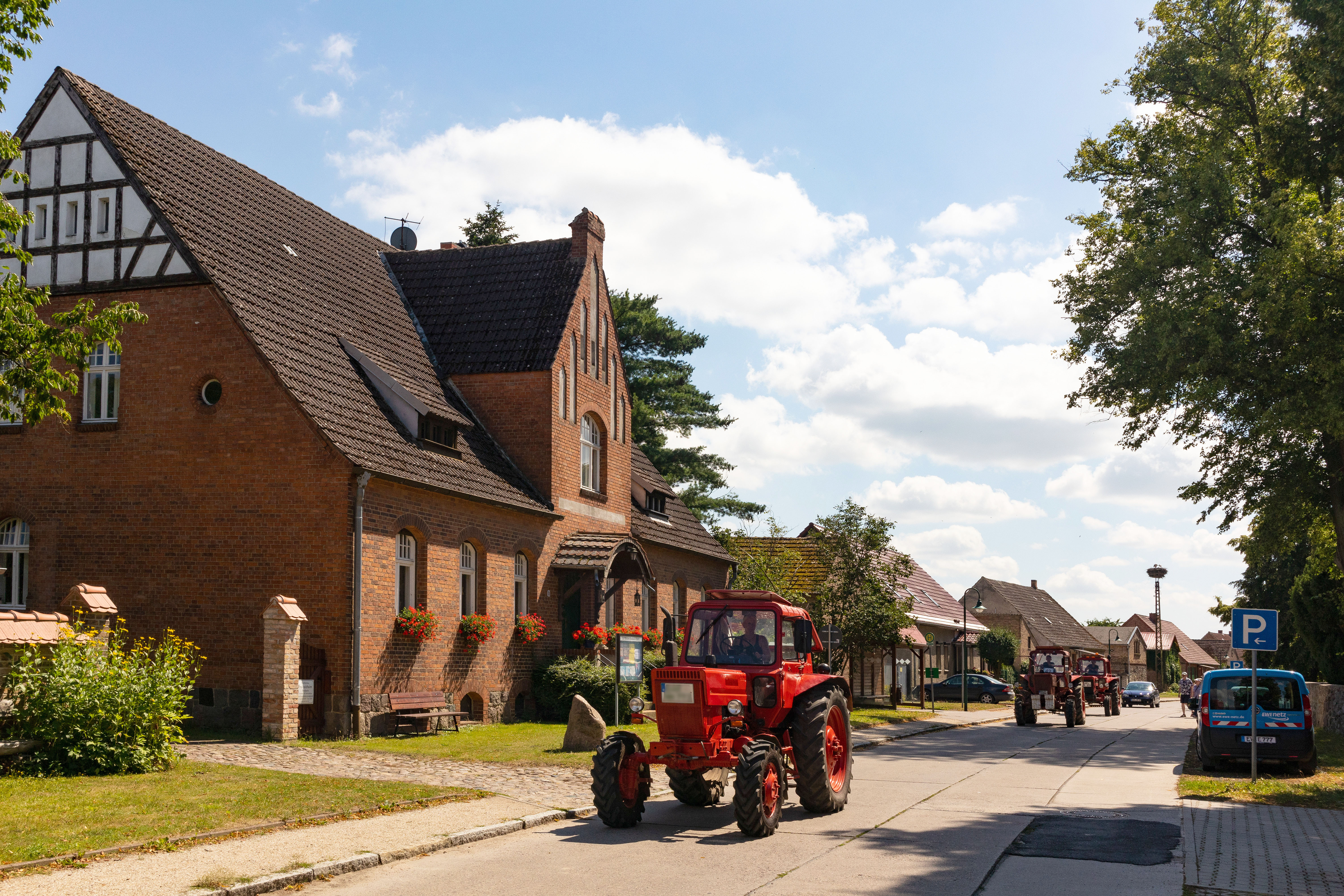
Dorpsstraat
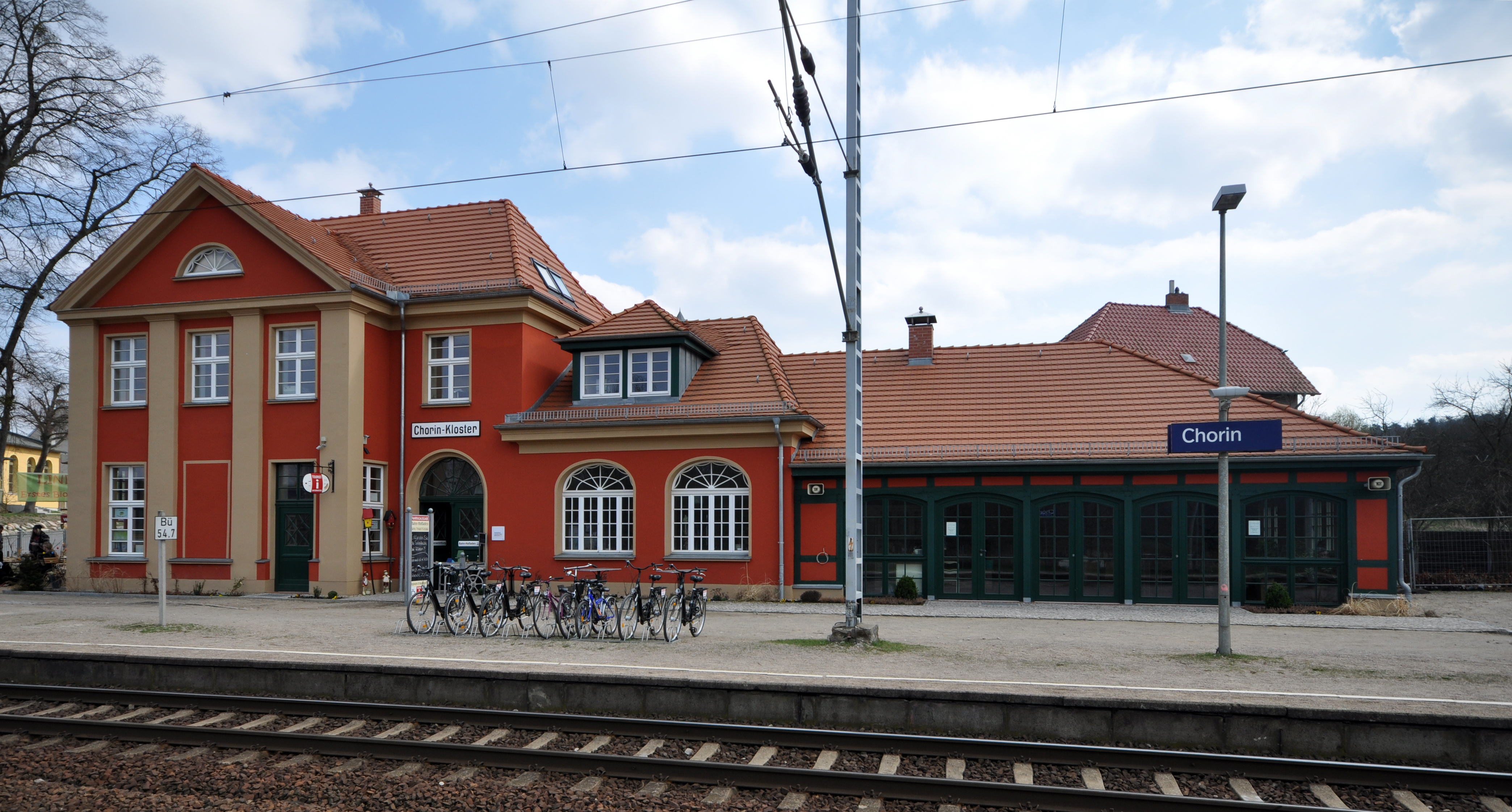
Treinstation
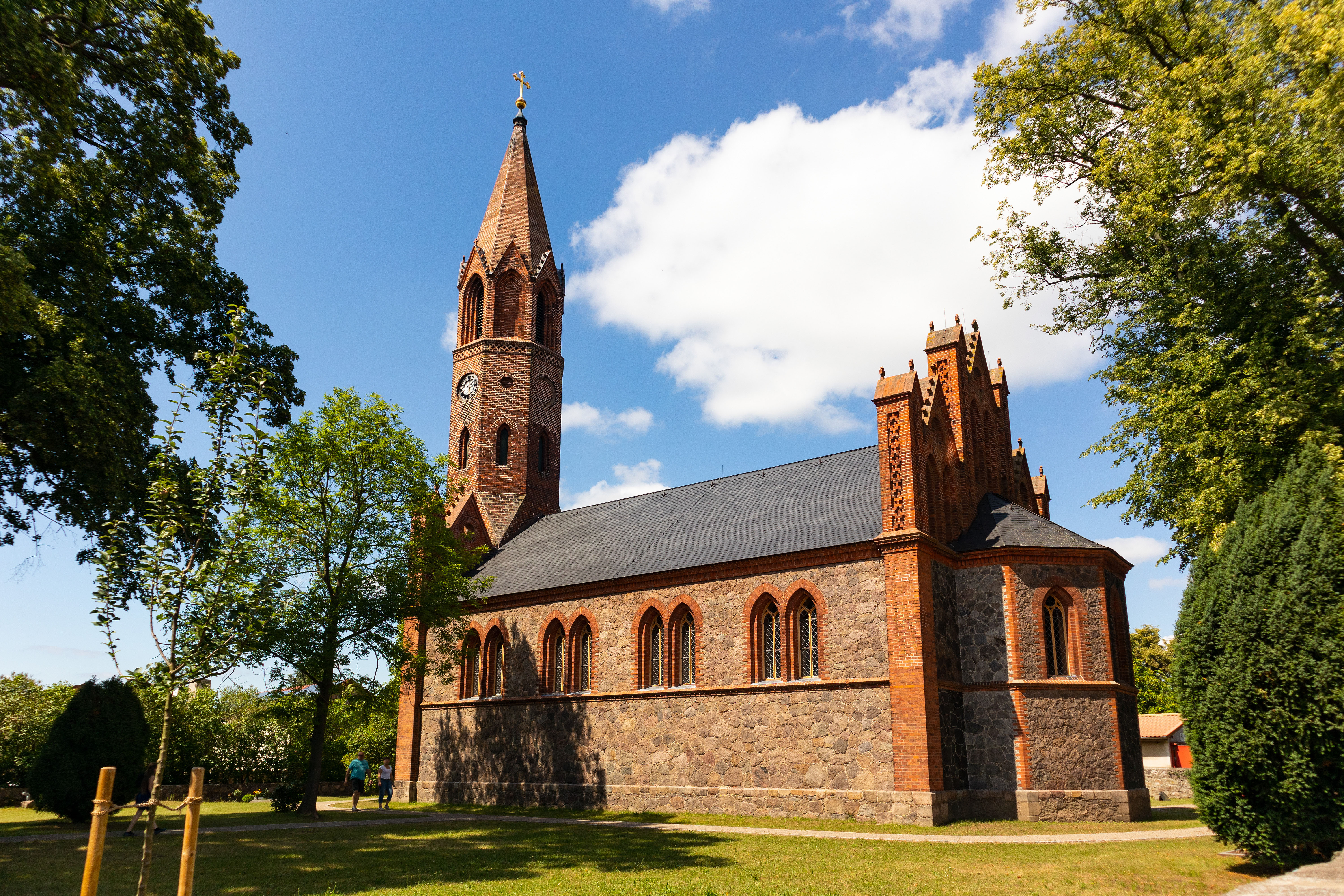
Protestantse kerk
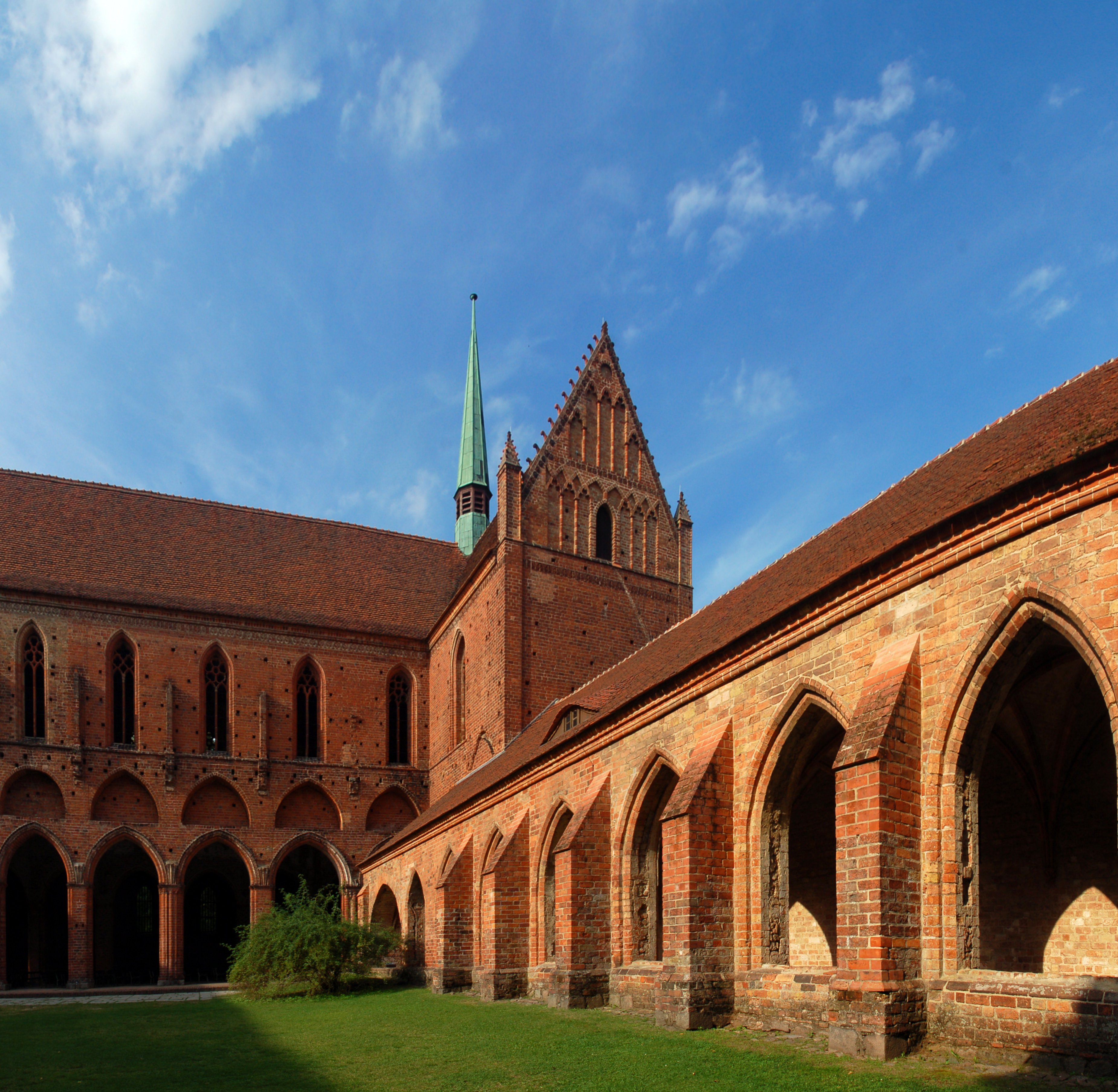
Klooster